# José Lorenzo Pesquera

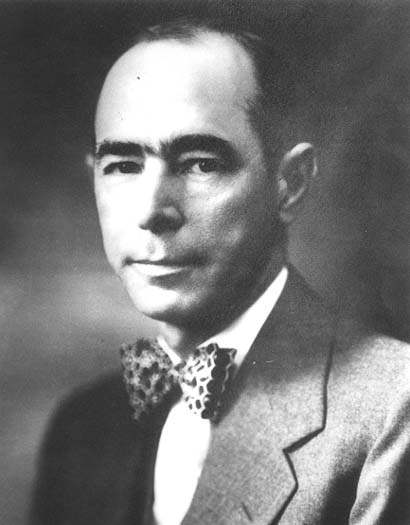
José Lorenzo Pesquera

 José Lorenzo Pesquera  (* 10. August 1882 in Bayamón; † 25. Juli 1950 ebenda) war ein puerto-ricanischer Politiker. In den Jahren 1932 und 1933 vertrat er Puerto Rico als Delegierter (Resident Commissioner) im Repräsentantenhaus der Vereinigten Staaten.

## Werdegang
José Pesquera besuchte bis 1897 das Provincial Institute of Puerto Rico. In den Jahren 1902 und 1902 absolvierte er die Keystone State Normal School in Kutztown (Pennsylvania). Nach einem anschließenden Jurastudium an der West Virginia University in Morgantown und seiner 1904 erfolgten Zulassung als Rechtsanwalt begann er in Puerto Rico in diesem Beruf zu arbeiten. Zwischen 1917 und 1920 war er Abgeordneter im Repräsentantenhaus von Puerto Rico. Er fungierte auch als Präsident der Agricultural Association of Puerto Rico.
Nach dem Rücktritt des nicht stimmberechtigten Kongressdelegierten Félix Córdova Dávila wurde Pesquera vom Gouverneur von Puerto Rico zu dessen Nachfolger bestimmt. Da er bei den Kongresswahlen des Jahres 1932 nicht kandidierte, konnte er zwischen dem 15. April 1932 und dem 3. März 1933 nur die laufende Legislaturperiode im Kongress beenden. Nach dem Ende seiner Zeit im US-Repräsentantenhaus arbeitete José Pesquera wieder als Anwalt. Er starb am 25. Juli 1950 in seiner Heimatstadt Bayamón.